# Masse à vide
Pour les articles homonymes, voir Poids (homonymie).

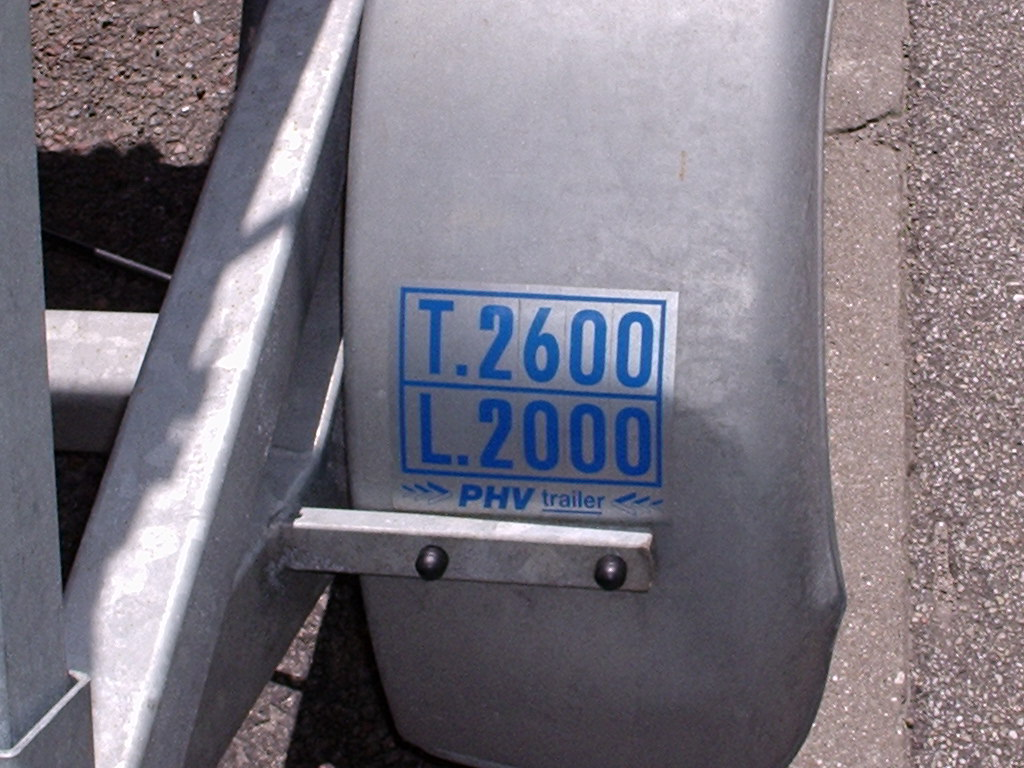
Affiche montrant entre autres le poids à vide de la remorque.

La masse à vide (anciennement dénommée poids à vide ou poids en ordre de marche) désigne la masse d'un véhicule non chargé. La réglementation précise la manière de la mesurer.

## Aéronautique
Dans l'aéronautique commerciale, on entend par « poids à vide » « le poids des appareils en ordre normal de vol, à l'exclusion du poids du personnel, du poids du carburant et des équipements divers autres que ceux fixés à demeure ».
Ainsi, la masse à vide en ordre d'exploitation (en anglais : Operating empty weight ou OEW) d'un avion ou hélicoptère est sa masse incluant l'appareil et l'équipage mais pas sa charge utile (passagers et fret), ni le carburant.

## Route
En France, l'article R312-1 du code de la route définit le poids à vide comme « la masse d'un véhicule en ordre de marche comprenant le châssis avec les accumulateurs et le réservoir d'eau rempli, les réservoirs à carburant ou les gazogènes remplis, la carrosserie, les équipements normaux, les roues et les pneus de rechange et l'outillage courant normalement livrés avec le véhicule ». Ainsi la masse à vide en ordre de marche d'un véhicule est sa masse incluant :
- les consommables, dont le carburant, à un niveau prédéfini (exemple : 90 % pour l'eau potable et le gaz des autocaravanes) ;
- les fluides fonctionnels comme l'huile et le liquide de refroidissement ;
- les outillages ou la roue de secours (automobile) ;
- le conducteur (pas de conducteur en catégorie M1, comme les voitures particulières).

Elle n'inclut pas la charge utile (passagers et fret).
Dans ses versions les plus récentes, la convention de Vienne sur la circulation routière utilise le terme de masse à vide plutôt que poids à vide, prenant ainsi en considération des précisions sémantiques.
Elle définit ainsi : 

« le terme «masse à vide» désigne la masse du véhicule sans équipage, passagers, ni chargement, mais avec son plein de carburant et son outillage normal de bord »

— Convention de Vienne sur la circulation routière.